# EFP
1. EFP - VTRによる屋外での番組収録（Electronic Field Production）。ENGをニュース取材以外の番組制作に応用したもの。マルチカメラ（複数台のカメラ）、スイッチャー卓が用いられる場合も多い。
2. EFP - Explosively Formed Penetrator（爆発成形侵徹体）
3. EFP - exchange of future for physical（相場用語で、買い出動の場合先行して先物を買い付け、その後先物を売り現物を買い付ける取引手法）[1]
4. EFP - VTRによる映画制作（Electric Film Production）。本稿にて記述。

EFP（いーえふぴー、英: Electric Film Production）とは、フィルムカメラに代わりビデオカメラとVTRを使用した映画制作のこと。
テレビジョン放送のニュース取材がビデオ機材（カムコーダー）で行われることは、ENGと呼ばれる標準的な手法となっているが、放送業務用機材をもってしても従来のアナログ規格では映画に使用される銀塩フィルムには画質の面で到底及ばず、また用途上その画像特性も大きく異なるものであった。
しかし、映画館のスクリーンでの観賞にも十分応えられるほどの精度を有するHDTV方式やそれらに対応するデジタルVTRフォーマット・ノンリニア編集システムの登場により、映画制作における電子化およびデジタル化の可能性が急速に広がった。これらを映画制作に利用することでコスト削減とターンアラウンドの短縮につなげるべく徐々に採用が拡大している。
また、EFPにより制作された映画は上映に際しキネコが必要とされていたが、デジタルプロジェクタを備えた映画館も登場し、撮影・編集から上映まで一切フィルムを介さない場合もある。